# کلارا فرید-بانفالوی
کلارا فرید-بانفالوی (انگلیسی: Klára Fried-Bánfalvi; ۹ مهٔ ۱۹۳۱ – ۱۵ ژوئیهٔ ۲۰۰۹) قایقران کایاک اهل مجارستان بود.